# 呉晗
呉 晗（ご かん）は、中華人民共和国の政治家・歴史家。

## 生涯
浙江省金華府義烏県に生まれる。中学を卒業したあとは、地元の小学校の教師を務めていた。その後、黄埔軍官学校の入学を志していたが旅費の工面がつかず断念した。之江大学を経て、中国公学大学部に入学。在学中に胡適の中国文化研究会に所属。「前漢の経済状況」という論文を執筆し、胡適に認められた。清華大学を卒業、卒業後清華大学にとどまり歴史学（明史）を講じた。
抗日戦争中は清華大学などが昆明に移転して創立された西南連合大学教授になり、引き続き歴史学を講義するとともに、国民党の腐敗に反発し中国民主同盟（民盟）に加入し、昆明での有力な活動家となる。同時に、中国共産党には好意的で共産党文献の学習会にも参加した。
中華人民共和国成立後は清華大学人文科学部長、北京市副市長を務める。当時中国では『清史』編纂が計画され清史研究の立ち遅れと研究者の不足が問題となっていた。このため呉が中心となって、清代の歴史研究の重点化と専門的な研究者の育成の体制づくりが行われた。1957年3月に民盟同盟員のまま中国共産党に入党する。共産党入党は当初は非公開で、後に公開された。1957年反右派闘争では、共産党側に立って民盟幹部の立場で羅隆基ら共産党に批判的意見を公表した民主党派幹部を強く批判した。
1961年、京劇戯曲『海瑞罷官』を発表する。1960年から1961年にかけて中国演劇界で行なわれた歴史劇論争では、歴史学者として、歴史劇における歴史事実の尊重を強く訴えた。
1965年に『海瑞罷官』が姚文元によって悪徳官僚が農民から没収した土地の農民への返却（退田）と冤罪を被った民衆の救済（平冤獄）は、集団化された土地の農民への再配分・人民公社解体と反革命分子らの名誉回復を主張する作品だと批判される（新編歴史劇『海瑞罷官』を評す）。さらに毛沢東は『海瑞罷官』と彭徳懐解任を強引に結びつける談話を発表した。これをきっかけに北京市副市長を解任され文化大革命の端緒となった。その後の文化大革命の本格化により迫害を受け投獄、獄中で死去する（死因不明とされるが自殺説が有力）。妻の袁震も同様に獄死し、養女の呉小彦も精神を病み精神病院で自ら命を絶った。

## 著作本
- 『朱元璋伝』、1949年
- 『読史箚記』、1955年
- 『投槍集』、1959年
- 『灯火集』、1960年
- 『呉晗全集』全10巻、2009年（北京市副市長としての行政文書と反右派闘争時の言論は収録していないことを明記）
- 『新中国の人間観』 勁草書房、1965年